# Michelle Waterson
Michelle E. Waterson (Colorado Springs, 6 gennaio 1986) è una lottatrice di arti marziali miste, modella e stuntwoman statunitense di origini thailandesi.
Combatte nella divisione dei pesi paglia per l'organizzazione statunitense UFC. In precedenza ha militato nella divisione dei pesi atomo dell'organizzazione Invicta FC, nella quale è stata campionessa di categoria dal 2013 al 2014 con una difesa del titolo.
È stata premiata Atomweight of the Year nel 2013 ai Women's Mixed Martial Arts Awards.
Per il sito specializzato MMARising.com la Waterson è la quindicesima lottatrice più forte del mondo della classifica pound for pound, mentre per le classifiche unificate è la numero tre al mondo nella categoria dei pesi atomo.

## Biografia
Di origini thailandesi, Michelle Waterson cresce ad Aurora, in Colorado. Inizia a praticare Karate all'età di dieci anni e successivamente si specializza anche nel Wushu e nella Muay thai. Dal 2004 è anche una modella professionista.
Ha avuto modo di far crescere la propria popolarità negli Stati Uniti grazie alla partecipazione ai reality show Fight Girls, in onda sul canale Oxygen assieme a Gina Carano, e Bully Beatdown su MTV.
È anche apparsa nel videoclip del brano Head Crusher della band thrash metal Megadeth.

## Caratteristiche tecniche
Michelle Waterson vanta una cintura nera nell'American Freestyle Karate e si è allenata molto anche in altre forme di striking: il suo stile in piedi è difatti molto vario, in particolare i calci (dei quali sono particolarmente efficaci il suo calcio basso circolare e il calcio discendente), ed è abilissima nel variare gli angoli di attacco.
È potente ed esplosiva per la divisione dei pesi atomo e infatti sfrutta questa sua caratteristica per non farsi portare a terra dalle avversarie e per uscire dai tentativi di sottomissione.
In principio bollata come una kickboxer, nel match vincente per la cintura di campionessa Invicta la Waterson ha dato dimostrazione di un grappling fino a quel momento sottovalutato, riuscendo a sfuggire ad una letale leva al braccio della specialista Jessica Penne e addirittura a sottomettere la rivale con un armbar dalla propria guardia.

## Carriera nelle arti marziali miste

### Inizi
Michelle Waterson inizia la propria carriera da professionista di arti marziali miste nel 2007 combattendo per lo più nella divisione dei pesi paglia o in categorie superiori.
Nei primi anni combatte prevalentemente in organizzazioni locali, e nei primi quattro incontri per le promozioni Ring of Fire e RMBB subisce due sconfitte per mano di Alicia Gumm e della futura campionessa Freestyle Cage Fighting e futura lottatrice Bellator e Invicta FC Lynn Alvarez.
Successivamente "The Karate Hottie" infila due vittorie consecutive e nell'ottobre 2008 esordisce nella prestigiosa promozione Strikeforce in un incontro di pesi mosca dove sottomette in poco più di un minuto Tyra Parker.
Inizia il 2009 con una discussa vittoria per sottomissione su Karina Taylor in quanto quest'ultima non aveva effettuato il tap out.
Lo stesso anno subisce la sua terza sconfitta in carriera per mano della campionessa di pugilato Elena Reid (record: 2-0): dopo tale sconfitta Michelle prende la decisione di scendere nella divisione dei pesi atomo.
Il 2010 è positivo e Waterson sconfigge con una spettacolare leva al braccio in salto la debuttante Rosary Califano in soli 15 secondi: tale successo le varrà il riconoscimento Submission of the Year ai 2010 Women's Mixed Martial Arts Awards; successivamente mette KO l'esperta giapponese Masako Yoshida (record: 16-16).
Nel settembre 2010 Michelle annuncia di essere incinta e partorisce la figlia Araya nel marzo 2011.
Torna a combattere solo nel 2012 nella promozione Jackson's MMA Series contro la quotata Diana Rael (record: 3-1), vincendo per sottomissione nel primo round.
Quell'anno trovò un accordo con la neonata ed ambiziosa promozione WSOF nella quale fu la prima femmina ad essere messa sotto contratto, ma l'organizzazione non riuscì a farla lottare in tempi brevi e alla fine Waterson si svincolò.

### Invicta Fighting Championships
Nel 2012 si unisce alla divisione dei pesi atomo nella neonata organizzazione statunitense Invicta FC, promozione solamente femminile che puntava a diventare la promozione di riferimento delle WMMA.
Esordisce nell'evento Invicta FC 3: Penne vs. Sugiyama contro Lacey Schuckman (record: 7-5), la quale era appena scesa dalla categoria dei pesi paglia: Waterson s'impose con difficoltà ai punti per decisione non unanime dei giudici di gara e le due lottatrici vennero premiate con il riconoscimento Fight of the Night.
Nonostante un esordio tutt'altro che impressionante Waterson venne scelta come contendente per la prima difesa del titolo da parte dell'allora campionessa in carica Jessica Penne (record: 10-1): contro la favoritissima avversaria Waterson si trovò spesso a lottare a terra contro il pezzo forte dell'avversaria, ovvero le sottomissioni, e nel terzo round riuscì miracolosamente a scampare ad un armbar della campionessa; proprio nella lotta a terra Waterson realizzò il clamoroso upset durante il quarto round, quando riuscì da terra ad intrappolare l'avversaria in una leva al braccio che costrinse la campionessa in carica ad arrendersi: Penne dovette così consegnare la cintura alla nuova campionessa dei pesi atomo Invicta FC Michelle Waterson, e l'incontro venne premiato Fight of the Year ai Women's Mixed Martial Arts Awards del 2013.
Nel 2014 prese parte all'edizione statunitense della competizione Ninja Warrior.
Lo stesso anno tornò a difendere il titolo Invicta FC contro la numero 5 dei ranking Yasuko Tamada: Waterson dominò l'incontro fino al KO avvenuto durante la terza ripresa.
Solamente tre mesi dopo, in dicembre, accettò di difendere nuovamente il titolo nel main match di un evento doveva avere come protagonista Cris Cyborg, la quale s'infortunò: l'avversaria scelta fu la giovane e talentuosa grappler brasiliana Hérica Tibúrcio, la quale era al debutto nella divisione dei pesi atomo e realizzò un clamoroso upset sconfiggendo Waterson per sottomissione durante la terza ripresa; a fine anno entrambe le atlete vennero premiate con il riconoscimento Fight of the Year ai 2014 Women's Mixed Martial Arts Awards.

### Ultimate Fighting Championship
Il 28 aprile del 2015 firmò un contratto per la federazione americana UFC per competere nella categoria dei pesi paglia. La Waterson debuttò a luglio dello stesso anno nell'evento finale della ventunesima stagione del reality show The Ultimate Fighter, battendo per sottomissione Angela Megana al terzo round.
A dicembre avrebbe dovuto affrontare Tecia Torres, ma il 24 novembre la Waterson subì un infortunio. Al suo posto venne inserita Jocelyn Jones-Lybarger.	
Il 3 settembre del 2016 doveva scontrarsi con l'irlandese Aisling Daly. Quest'ultima, però, venne rimosso dalla card per infortunio il 9 di agosto. Successivamente, anche la Waterson fu costretta a rinunciare per l'infortunio di un dito.
A dicembre dovette affrontare Paige VanZant all'evento UFC on Fox 22 ed ottenne la vittoria per sottomissione applicando uno strangolamento da dietro al primo round; il 15 aprile fu invece lei ad essere sottomessa con tale tecnica da Rose Namajunas. Chiude il 2017 perdendo il 2 dicembre per decisione unanime contro Tecia Torres.
Il 14 aprile 2018 vince per decisione non unanime contro Cortney Casey e il 6 ottobre per decisione unanime contro Felice Herrig.

## Risultati nelle arti marziali miste
| Risultato | Record | Avversario            | Metodo                           | Evento                               | Data              | Round | Tempo | Città                        | Note                                        |
| --------- | ------ | --------------------- | -------------------------------- | ------------------------------------ | ----------------- | ----- | ----- | ---------------------------- | ------------------------------------------- |
| Sconfitta | 18-9   | Marina Rodriguez      | Decisione (unanime)              | UFC on ESPN: Rodriguez vs. Waterson  | 8 Maggio 2021     | 3     | 5:00  | Las Vegas, Stati Uniti       |                                             |
| Vittoria  | 18-8   | Angela Hill           | Decisione (non unanime)          | UFC Fight Night: Waterson vs. Hill   | 12 settembre 2020 | 5     | 5:00  | Las Vegas, Stati Uniti       | Fight of the Night                          |
| Sconfitta | 17-8   | Carla Esparza         | Decisione (non unanime)          | UFC 249: Ferguson vs. Gaethje        | 9 Maggio 2020     | 3     | 5:00  | Jacksonville, Stati Uniti    |                                             |
| Sconfitta | 17-7   | Joanna Jędrzejczyk    | Decisione (unanime)              | UFC Fight Night: Joanna vs. Waterson | 12 ottobre 2019   | 3     | 5:00  | Tampa, Stati Uniti           |                                             |
| Vittoria  | 17-6   | Karolina Kowalkiewicz | Decisione (unanime)              | UFC on ESPN: Barboza vs. Gaethje     | 30 marzo 2019     | 3     | 5:00  | Filadelfia, Stati Uniti      |                                             |
| Vittoria  | 16-6   | Felice Herrig         | Decisione (unanime)              | UFC 229: Khabib vs. McGregor         | 6 ottobre 2018    | 3     | 5:00  | Las Vegas, Stati Uniti       |                                             |
| Vittoria  | 15-6   | Cortney Casey         | Decisione (non unanime)          | UFC on Fox: Poirier vs. Gaethje      | 14 aprile 2018    | 3     | 5:00  | Glendale, Stati Uniti        |                                             |
| Sconfitta | 14-6   | Tecia Torres          | Decisione (unanime)              | UFC 218: Holloway vs. Aldo 2         | 2 dicembre 2017   | 3     | 5:00  | Detroit, Stati Uniti         |                                             |
| Sconfitta | 14-5   | Rose Namajunas        | Sottomissione (rear-naked choke) | UFC on Fox: Johnson vs. Reis         | 15 aprile 2017    | 2     | 2:47  | Kansas City, Stati Uniti     |                                             |
| Vittoria  | 14-4   | Paige VanZant         | Sottomissione (rear-naked choke) | UFC on Fox: VanZant vs. Waterson     | 17 dicembre 2016  | 1     | 3:21  | Sacramento, Stati Uniti      |                                             |
| Vittoria  | 13-4   | Angela Magaña         | Sottomissione (rear-naked choke) | The Ultimate Fighter 21 Finale       | 12 luglio 2015    | 3     | 2:38  | Las Vegas, Stati Uniti       | Debutto in UFC, ritorna ai Pesi Paglia      |
| Sconfitta | 12-4   | Hérica Tibúrcio       | Sottomissione (ghigliottina)     | Invicta FC 10: Waterson vs. Tiburcio | 5 dicembre 2014   | 3     | 1:04  | Houston, Stati Uniti         | Perde il titolo dei Pesi Atomo Invicta FC   |
| Vittoria  | 12-3   | Yasuko Tamada         | KO Tecnico (ginocchiata e pugni) | Invicta FC 8: Waterson vs. Tamada    | 6 settembre 2014  | 3     | 4:58  | Kansas City, MO, Stati Uniti | Difende il titolo dei Pesi Atomo Invicta FC |
| Vittoria  | 11-3   | Jessica Penne         | Sottomissione (armbar)           | Invicta FC 5: Penne vs. Waterson     | 5 aprile 2013     | 4     | 2:31  | Kansas City, MO, Stati Uniti | Vince il titolo dei Pesi Atomo Invicta FC   |
| Vittoria  | 10–3   | Lacey Schuckman       | Decisione (non unanime)          | Invicta FC 3: Penne vs. Sugiyama     | 6 ottobre 2012    | 3     | 5:00  | Kansas City, KS, Stati Uniti | Debutto in Invicta FC                       |
| Vittoria  | 9–3    | Diana Rael            | Sottomissione (rear naked choke) | Jackson's MMA Series 7               | 21 gennaio 2012   | 1     | 2:12  | Albuquerque, Stati Uniti     |                                             |
| Vittoria  | 8–3    | Masako Yoshida        | KO Tecnico (pugni)               | Crowbar MMA: Spring Brawl            | 24 aprile 2010    | 1     | 4:17  | Fargo, Stati Uniti           |                                             |
| Vittoria  | 7–3    | Rosary Califano       | Sottomissione (armbar volante)   | EB: Beatdown at 4 Bears 6            | 13 febbraio 2010  | 1     | 0:15  | New Town, Stati Uniti        | Passa ai Pesi Atomo                         |
| Sconfitta | 6–3    | Elena Reid            | KO Tecnico (pugni)               | Apache Gold: Extreme Beatdown        | 11 aprile 2009    | 2     | 1:50  | Phoenix, Stati Uniti         |                                             |
| Vittoria  | 6–2    | Karina Taylor         | Sottomissione (armbar)           | Duke City MMA Series 1               | 14 marzo 2009     | 1     | 2:36  | Albuquerque, Stati Uniti     |                                             |
| Vittoria  | 5–2    | Tyra Parker           | Sottomissione (rear naked choke) | Strikeforce: Payback                 | 3 ottobre 2008    | 1     | 1:20  | Denver, Stati Uniti          | Debutto in Strikeforce                      |
| Vittoria  | 4–2    | Krystal Macatol       | Sottomissione (armbar)           | SCA: Bike n Brawl 2                  | 23 agosto 2008    | 1     | 0:22  | Albuquerque, Stati Uniti     |                                             |
| Vittoria  | 3–2    | Thricia Poovey        | KO Tecnico (stop dall'angolo)    | KOTC: Badlands                       | 12 luglio 2008    | 2     | 5:00  | Albuquerque, Stati Uniti     |                                             |
| Sconfitta | 2–2    | Lynn Alvarez          | Sottomissione (ghigliottina)     | ROF 31: Undisputed                   | 1º dicembre 2007  | 1     | 1:19  | Broomfield, Stati Uniti      |                                             |
| Vittoria  | 2–1    | Jaime Cook            | Sottomissione (armbar)           | ROF 30: Domination                   | 15 settembre 2007 | 1     | 1:33  | Broomfield, Stati Uniti      |                                             |
| Sconfitta | 1–1    | Alicia Gumm           | Decisione (unanime)              | RMBB: Battle of the Arts             | 30 giugno 2007    | 2     | 5:00  | Denver, Stati Uniti          |                                             |
| Vittoria  | 1–0    | Andrea Miller         | Decisione (unanime)              | ROF 28: Evolution                    | 16 febbraio 2007  | 3     | 3:00  | Broomfield, Stati Uniti      |                                             |

## Filmografia

### Stuntwoman
- MacGruber, regia di Jorma Taccone (2010); controfigura a Kristen Wiig
- Thor, regia di Kenneth Branagh (2011)
- The Lone Ranger, regia di Gore Verbinski (2013)